# Asra Sahibe
Asra Sahibe (* 19. Juli 1997) ist eine pakistanische Leichtathletin, die sich auf den Sprint spezialisiert hat.

## Sportliche Laufbahn
Erste internationale Erfahrungen sammelte Asra Sahibe bei den Südasienspielen 2016 in Guwahati, bei denen sie im 200-Meter-Lauf mit 25,95 s in der Vorrunde ausschied. Im Jahr darauf erreichte sie bei den Islamic Solidarity Games in Baku über 200 Meter das Halbfinale, in dem sie mit 25,98 s ausschied und über 100 Meter schied sie mit 12,59 s in der ersten Runde aus. 2019 schied sie bei den Asienmeisterschaften in Doha über 100 und 200 Meter mit 12,04 s und 24,71 s in der ersten Runde aus. Anfang Dezember gewann sie bei den Südasienspielen in Kathmandu in 54,58 s die Bronzemedaille im 400-Meter-Lauf hinter Dilshi Kumarasinghe aus Sri Lanka und der Inderin Priya Habbathan und über 200 Meter belegte sie in 24,46 s den fünften Platz. Zudem sicherte sie sich mit der 4-mal-400-Meter-Staffel in 3:41,74 min die Silbermedaille hinter dem Team aus Sri Lanka und gewann in der 4-mal-100-Meter-Staffel hinter Sri Lanka und Indien die Bronzemedaille. 2023 startete sie bei den Asienspielen in Hangzhou und schied dort mit 55,18 s im Vorlauf über 400 Meter aus.
2018 wurde Sahibe pakistanische Meisterin über 100, 200 und 400 Meter sowie in der 4-mal-400-Meter-Staffel.

## Persönliche Bestzeiten
- 100 Meter: 12,04 s (−0,3 m/s), 21. April 2019 in Doha
- 200 Meter: 24,46 s (+0,7 m/s), 4. Dezember 2019 in Kathmandu
- 400 Meter: 54,58 s, 5. Dezember 2019 in Kathmandu